# 富蘭克林縣 (賓夕法尼亞州)
富蘭克林縣（英語：Franklin County）是美国宾夕法尼亚州南部的一個縣，南界马里兰州，面積2,001平方公里。根據2020年美國人口普查，共有人口15萬5,932人。縣治錢伯斯堡。該縣成立於1784年9月9日，縣名紀念美国开国元勋本傑明·富蘭克林。
富兰克林县包括宾夕法尼亚州钱伯斯堡-韦恩斯伯勒大都会统计区，该统计区也包含在华盛顿-巴尔的摩联合统计区中。它在很大程度上位于Cumberland Valley之内。

## 历史
富兰克林县最初是兰开斯特县(1729)、约克县(1749) 和坎伯兰县 (1750) 的一部分，于1784年9月9日成为一个独立的司法管辖区，美国独立战争结束后不久。 它的名字是为了纪念开国元勋本杰明 ·富兰克林。

## 地理
根据美国人口普查局的数据，该县总面积为773平方英里（2,000平方公里），其中772平方英里（2,000平方公里）为陆地，0.6平方英里（1.6 平方公里）（0.08%）为水域。
富兰克林县位于切萨皮克湾的分水岭，其中绝大部分在波托马克河流域，但Conodoguinet小河和谢尔曼小河将东北部分排入萨斯奎哈纳河。它具有夏季炎热潮湿的大陆性气候（Dfa），其耐寒区为6b。钱伯斯堡的月平均气温从1月的29.9°F到7月的74.7°F。 （页面存档备份，存于）

### 邻近县
- 朱尼亞塔縣（北部）
- 佩里县（东北）
- 坎伯蘭郡（东北）
- 亨廷顿县（西北部）
- 亞當斯郡（东部）
- 马里兰州 弗雷德里克县（东南）
- 马里兰州 華盛頓郡（南部）
- 富爾頓郡（西部）

## 人口
| 调查年 | 人口    | 备注 | %±    |
| ------ | ------- | ---- | ----- |
| 1790   | 15,662  |      | —     |
| 1800   | 19,638  |      | 25.4% |
| 1810   | 23,083  |      | 17.5% |
| 1820   | 31,892  |      | 38.2% |
| 1830   | 35,037  |      | 9.9%  |
| 1840   | 37,793  |      | 7.9%  |
| 1850   | 39,904  |      | 5.6%  |
| 1860   | 42,126  |      | 5.6%  |
| 1870   | 45,365  |      | 7.7%  |
| 1880   | 49,855  |      | 9.9%  |
| 1890   | 51,433  |      | 3.2%  |
| 1900   | 54,902  |      | 6.7%  |
| 1910   | 59,775  |      | 8.9%  |
| 1920   | 62,275  |      | 4.2%  |
| 1930   | 65,010  |      | 4.4%  |
| 1940   | 69,378  |      | 6.7%  |
| 1950   | 75,927  |      | 9.4%  |
| 1960   | 88,172  |      | 16.1% |
| 1970   | 100,833 |      | 14.4% |
| 1980   | 113,629 |      | 12.7% |
| 1990   | 121,082 |      | 6.6%  |
| 2000   | 129,308 |      | 6.8%  |
| 2010   | 149,618 |      | 15.7% |
| 2020   | 155,932 |      | 4.2%  |

截至2000年人口普查，全县总人口129313人，户数50633户，总户数36405户。人口密度为每平方英里168人（65/km2）。有53,803个住房单元，平均密度为每平方英里70个（27 个/km2）。该县的种族构成为95.33%白人、2.33%黑人或非裔美国人、0.15%美洲原住民、0.55%亚裔、0.03%太平洋岛民、0.74% 来自其他种族，0.86%来自两个或更多种族。1.75%的人口是西班牙裔或任何种族的拉丁裔。40.2%是德国人，19.4%是美国人，7.6% 是爱尔兰人，6.0%是英国人。96.0% 的人以英语为第一语言，2.1% 的人以西班牙语为第一语言。
共有50633户，其中30.80%有未满18岁的子女同住，60.00%为夫妻同住，8.20%为女户主，无夫，28.10%为非家庭户。23.70%的家庭由个人组成，10.70%的家庭中有65岁或以上的独居者。平均每户人数为2.49人，平均家庭人数为2.94人。
全县人口分布较为分散，18岁以下占24.00%，18-24岁占7.90%，25-44岁占28.20%，45-64岁占23.70%，65岁以上占16.00%年纪大了。中位年龄为 38 岁。每100名女性对应94.80名男性。每100名18岁及以上的女性对应91.90名男性。
2001 年，大卫·布鲁克斯 ( David Brooks ) 在《大西洋月刊》( The Atlantic)发表的文章“一个国家，略微可分割”(One Nation, Slightly Divisible)将富兰克林县列为代表红色或共和党的县。

### 2020人口普查
| 种族                      | 人口数  | 占比  |
| ------------------------- | ------- | ----- |
| 白人(非拉丁裔)            | 132,566 | 85%   |
| 非裔美国人 (非拉丁裔)     | 4,998   | 3.21% |
| 美洲原住民 (非拉丁裔)     | 242     | 0.16% |
| 亚裔美国人 (非拉丁裔)     | 1,408   | 1%    |
| 太平洋岛原住民 (非拉丁裔) | 40      | 0.03% |
| 混血/多种族身份 (NH)      | 5,914   | 3.8%  |
| 拉丁裔美国人              | 10,764  | 7%    |

## 社区

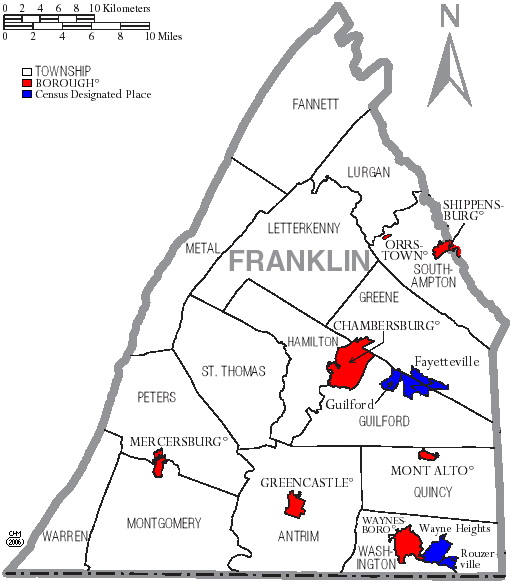
宾夕法尼亚州富兰克林县地图，带有显示自治市镇（红色）、乡镇（白色）和人口普查指定地点（蓝色）的市政标签。

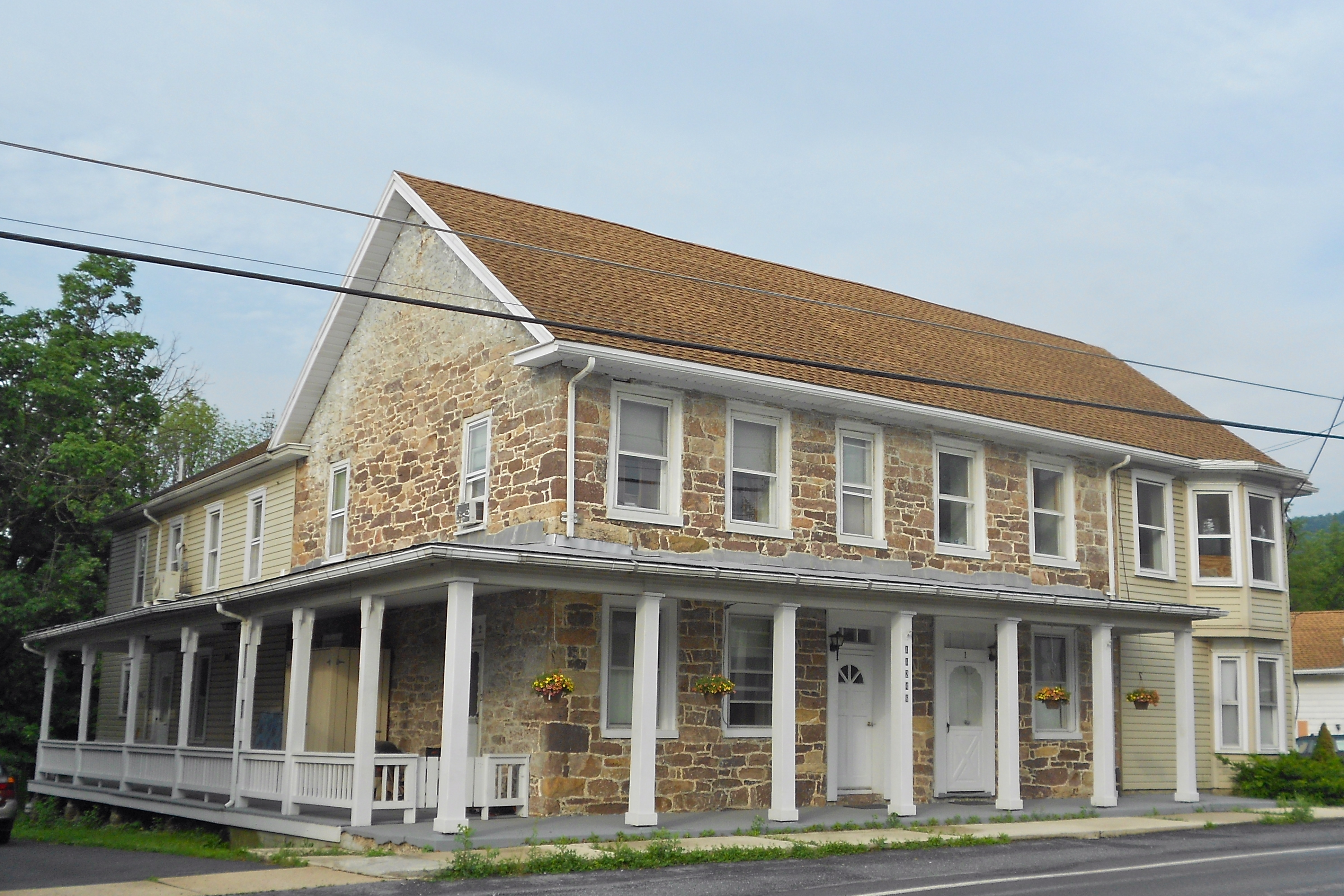
罗根镇罗克斯伯里的房子

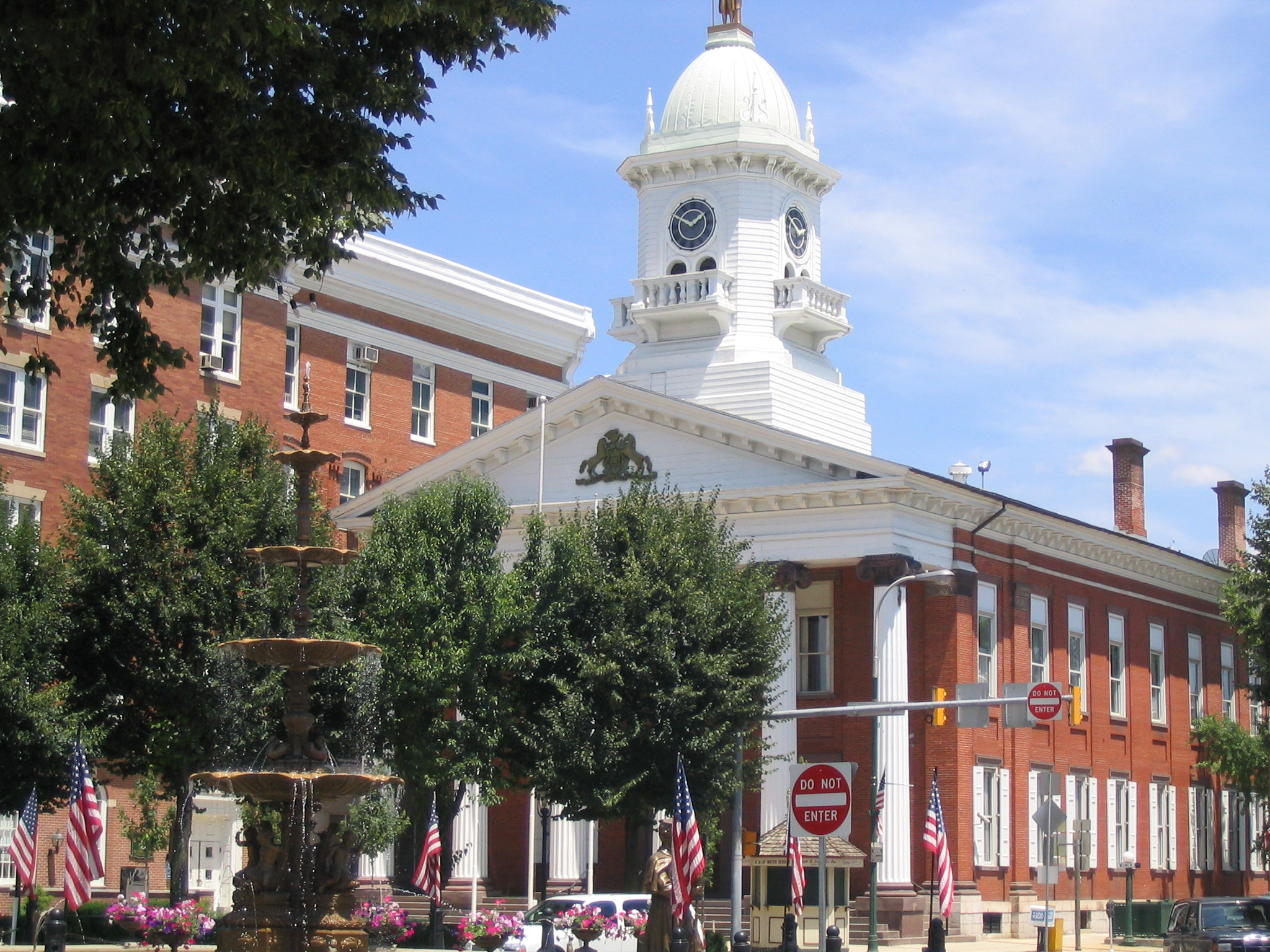
钱伯斯堡是富兰克林县的县城和最大的自治市。

根据宾夕法尼亚州的法律，有四种类型的自治市：城市、自治市镇、乡镇，以及最多两种情况下的镇。